# Charles Christopher Sheats
Charles Christopher Sheats (* 10. April 1839 in Walker County, Alabama; † 27. Mai 1904 in Decatur, Morgan County, Alabama) war ein US-amerikanischer Rechtsanwalt und Politiker (Republikanische Partei).

## Werdegang
Charles Christopher Sheats besuchte die Gemeinschaftsschulen.
Sheats nahm 1860 am Sezessionskonvent teil, verweigerte allerdings dort die Unterzeichnung der Sezessionsverfügung. Er war von 1861 bis zu seinem Ausschluss 1862 Mitglied im Repräsentantenhaus von Alabama, der aufgrund seines Festhaltens an der Union geschah. Sheats wurde des Verrats angeklagt und inhaftiert, allerdings kam es zu keinem Prozess. Er kam erst nach Ende des Amerikanischen Bürgerkrieges frei. Sheats kandidierte 1864 erfolglos um einen Sitz im 39. US-Kongress. Ferner nahm er 1865 an der verfassungsgebenden Versammlung teil.
Sheats studierte Jura, bekam 1867 seine Zulassung als Anwalt und fing dann in Decatur an zu praktizieren. Dann wurde er am 31. Mai 1869 von US-Präsidenten Grant zum Konsul in Helsingør (Dänemark) ernannt, eine Stellung, die er bis zu seiner Wahl in den US-Kongress bekleidete. Sheats wurde in den 43. US-Kongress gewählt. Bei seinem Wiederwahlversuch 1874 in den 44. US-Kongress erlitt er allerdings eine Niederlage. Er war im US-Repräsentantenhaus vom 4. März 1873 bis zum 3. März 1875 tätig.
Sheats starb 1904 in Decatur und wurde auf dem McKendree Cemetery beigesetzt.